# سلام ستوده
سلام ستوده (زاده ۱۳۵۶) نماینده مردم مهاباد در انتخابات دوازدهمین دوره مجلس شورای اسلامی است.
ستوده، مدرک کارشناسی ارشد رشته علوم اجتماعی دارد و کارمند صدا و سیمای مرکز مهاباد و مجری برنامه پرطرفدار «ئاوینه» در سیما مهاباد بوده است.
سلام ستوده در انتخابات دوازدهمین دوره مجلس شورای اسلامی ۱۵ هزار و ۸۸۵ رای آورد و منتخب مردم مهاباد برای حضور در مجلس دوازدهم شد.